# Emilia y Liguria
La provincia de Emilia y Liguria (Aemilia et Liguria) fue una división administrativa del Imperio romano utilizada durante su periodo conocido como «Bajo Imperio». Formaba parte de la diócesis de Italia Anonaria y a partir de ca. 390 quedó separada en dos provincias distintas: Emilia, por un lado, y  Liguria, por otro.

## Las provincias del Bajo Imperio romano
Durante la tetrarquía de Diocleciano se realizó una profunda reorganización de la Administración imperial en la que uno de los aspectos más destacados fue la creación de un buen número de provincias mediante la división de las existentes. Las provincias formaban la base de la pirámide administrativa. En niveles superiores se situaban las diócesis (que agrupaban varias provincias), las prefecturas del pretorio (que agrupaban varias diócesis) y finalmente, el Imperio que se dividía en prefecturas.
Eran dirigidas por un gobernador cuyas funciones abarcaban todos los ámbitos excepto el militar: mantenían la ley y el orden, ejecutaban las órdenes de los ámbitos administrativos superiores, administraban la justicia en primera instancia, recaudaban los impuestos y otros ingresos imperiales o del emperador y estaban al cargo del servicio postal así como del mantenimiento de los edificios públicos.

## Historia
En el caso de Emilia y Liguria se da la circunstancia de que no fue creada por la división de una provincia mayor sino que surgió mediante la unión de parte de las anteriores Regio VIII Aemilia y Regio XI Transpadana de la Italia romana. Poco después del año 354 se separó de ella el área circundante a Rávena que fue añadida a la provincia Flaminia y Piceno. Desapareció sobre el año 390 al separarse en dos provincias diferentes: Liguria, al norte, y Emilia, al sur.
Al no ser una provincia fronteriza, se vio libre de ataques y pillajes por parte de los pueblos bárbaros hasta el año 401 cuando Alarico invadió Italia por primera vez. En el año 406 lo hizo la horda de Radagaiso y apenas tres años después, volvió a ser atacada por los visigodos de Alarico dentro de su segunda invasión de Italia. El motivo fue obligar a sus ciudades a reconocer y prestar obediencia al usurpador Prisco Átalo quien había sido aupado a emperador por deseo de Alarico en el año 410.

## Características
Sus límites administrativos eran: la diócesis de las Galias al norte, Venetia e Istria al este, Flaminia y Piceno así como Tuscia y Umbría al sur y Alpes Cotios al oeste.
Presentaba varias áreas geográficas: los Alpes, en el norte; el valle del Po en el área central y los Apeninos en el sur. Sus principales ciudades eran: Mediolanum, la capital provincial, Eporedia, Novaria, Augusta Taurinorum, Vercellae, Ticinum, Bergomun, Placentia, Mutina, Parma y Bononia
Dentro de la red viaria que discurría por la provincia destacaban la Vía Emilia que iba desde la costa adriática hasta el valle del Po, la que se adentraba en los Alpes para cruzarlos por el paso del Gran San Bernardo y la que comunicaba Placentia con Augusta Taurinorum discurriendo junto a la orilla norte del Po.